# Władysław Krzyżanowski (harcerz)
Władysław Krzyżanowski (ur. 1901 w Krakowie, zm. 17 lipca 1919 w Puchlakach) – podchorąży Wojska Polskiego, harcerz, kawaler Orderu Virtuti Militari. 

## Życiorys
Urodził się w rodzinie Stanisława (1865–1917), historyka, archiwisty, i Wandy.
Był drużynowym 1 krakowskiej drużyny harcerzy. Od 1 listopada 1918 służył w Wojsku Polskim. Latem 1919 jako podchorąży walczył w szeregach grupy harcerskiej przy 2 Dywizji Legionów. Poległ 17 lipca 1919 we wsi Puchlaki. Dowódca 2 Dywizji Legionów generał podporucznik Bolesław Roja w rozkazie nr 103 z 24 lipca 1919 napisał: „prócz wzorowego dowódcy zasługują na odznaczenie następujący harcerze – oficerowie i żołnierze legioniści: przede wszystkim bohaterski skaut podchor. Krzyżanowski Władysław, poległy w kontrataku pod Puchlakami. Ostatniemi słowami śmiertelnie rannego podchorążego Krzyżanowskiego było wezwanie «Naprzód skauci». Cześć i chwała poległemu towarzyszowi broni podchorążemu Krzyżanowskiemu”. Dowódca byłej grupy harcerskiej kapitan Stanisław Thun we wniosku na odznaczenie Orderem Virtuti Militari sporządzonym 12 października 1921 tak opisał czyn swego podwładnego: „śp. podch. Krzyżanowski Władysław detaszowany z ½ kompanią. i 1 karabinem maszynowym. do Puchalak dn. 10.VII.1919 otrzymał rozkaz bronić pozycji do ostatniego żołnierza. Rozkaz ściśle wykonał. Mimo kilkakrotnie liczniejszego nieprzyjaciela stanowiska nie oddał, na drugi dzień ranny w rękę z placu boju nie zszedł, czwartego zaś dnia przy rozstrzygającym ataku zginął, pozycji nieprzyjacielowi nie oddawszy”. Wniosek zyskał poparcie byłego dowódcy II Brygady Piechoty Legionów pułkownika Ferdynanda Zarzyckiego, dowódcy dywizji generała Roji i inspektora armii generała Stanisława Szeptyckiego.
Rodzina podchorążego Krzyżanowskiego mieszkała w Krakowie przy ul. Grodzkiej 60. Matka ufundowała cegiełkę wawelską nr 1584 z napisem: „Pamięci Władysława Krzyżanowskiego poległ[ego] za Ojczyznę 17/8 1919 – Matka”.

## Ordery i odznaczenia
- Krzyż Srebrny Orderu Wojskowego Virtuti Militari nr 5565 – pośmiertnie, 18 września 1922[11][12]